# 대한민국 민법 제569조
대한민국 민법 제569조는 타인의 권리의 매매에 대한 민법 채권법 조문이다.

## 조문
제569조(타인의 권리의 매매) 매매의 목적이 된 권리가 타인에게 속한 경우에는 매도인은 그 권리를 취득하여 매수인에게 이전하여야 한다.

第569條(他人의 權利의 賣買) 賣買의 目的이 된 權利가 他人에게 屬한 境遇에는 賣渡人은 그 權利를 取得하여 買受人에게 移轉하여야 한다.

## 비교 조문
일본민법 제560조 (타인 권리의 매매에 있어서 매도인의 의무) 타인의 권리를 매매의 목적으로 한 경우에는 매도인은 그 권리를 취득하여 매수인에게 이전할 의무를 부담한다.

## 판례
- 부동산을 매수한 자가 그 소유권이전등기를 하지 아니한 채 이를 다시 제3자에게 매도한 경우에는 그것을 민법 제569조에서 말하는 '타인의 권리 매매'라고 할 수 없다.[1]

## 같이 보기
- 대한민국 민법 제570조 동전-매도인의 담보책임
- 담보책임